# Barry Hay
Barry Andrew Hay (Faizabad (India), 16 augustus 1948) is een Nederlandse zanger en gitarist. Hij werd bekend als zanger van de Nederlandse rockband Golden Earring.

## Familie en jeugdjaren
Hay werd geboren als zoon van de Schotse kolonel Philip Aubrey Hay (1923-1980) en een Nederlands-Joodse moeder, Sofia Maria Sluijter (1922-2004). Flora ("Vrouwtje")  Sluijter-Polak, Barry's oma van moederskant, werd op 1 oktober 1942 in Auschwitz vergast, net als vrijwel de hele familie. Zijn opa van moederskant was werkzaam in het Nederlands-Indische leger. Na de echtscheiding van zijn ouders kwam hij op 8-jarige leeftijd met zijn moeder naar Nederland. Hij woonde enige tijd in Amsterdam voordat hij zich met zijn moeder in Den Haag vestigde. Tijdens zijn jeugd zat hij op een Engelstalig internaat. Daarna volgde hij een opleiding aan de kunstacademie.

## Muziekcarrière

### Golden Earring

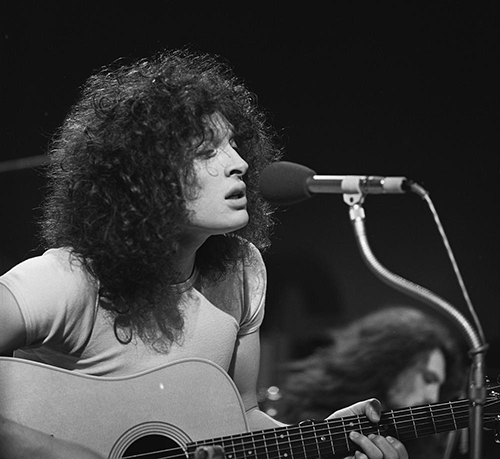
Hay (TopPop, 1971)

Medio jaren zestig werd Hay zanger van The Haigs, een popgroep die een ruig repertoire ten gehore bracht. Freddy Haayen, de manager van de Golden Earrings, benaderde Hay met het verzoek om in zijn band te komen zingen, als vervanger van Frans Krassenburg die toen in militaire dienst moest. In de zomer van 1967 volgde Hay hem op en zong hij She Won't Come to Me in, de B-kant van Sound of the Screaming Day. Een jaar later, in de zomer van 1968, werd de tiende single van Earring, Dong-dong-di-ki-di-gi-dong, de eerste nummer 1-hit van de groep die voortaan Golden Earring (zonder s) zou heten.

### Flying V Formation
Vanaf 2012 begon Hay een tweede project. Met bekende jongere muzikanten Pablo van de Poel (DeWolff), Daim de Rijke, Huub van Loon en Jan Rooymans begon hij Barry Hay's Flying V Formation. Het debuutalbum (dat op 13 mei 2016 verscheen) kreeg lovende recensies. In december 2017 bracht Hay met de Flying V Formation een kerstsingle uit in de vorm van een remake van het nummer Be My Baby van The Ronettes uit 1964.

### Solo
Naast zijn werk met Golden Earring maakte Hay onder meer twee soloplaten: Only Parrots, Frogs and Angels (1972) en Victory of Bad Taste (1987), die minder succes hadden dan zijn werk met Golden Earring. In september 2008 verscheen zijn solo-album The Big Band Theory bij Blue Note. Voor dit album werkte Hay samen met het Metropole Orkest. De cd bevat klassiekers van onder andere de Rolling Stones, Lovin' Spoonful, Blood, Sweat & Tears en Robert Palmer.
In 2019 maakte Hay samen met JB Meijers de cd/lp For You Baby; deze bevat eveneens covers waaronder Blue Bayou als duet met Danny Vera. In 2022 volgde een tweede album met Meijers, getiteld Fiesta de la Vida.

## Schrijven van muziek
Begin jaren zeventig begon Hay met het schrijven van liedjes. Radar Love, een liefdesliedje met de metafoor van het autorijden, is een goed voorbeeld van zijn stijl. Hays teksten zijn soms cryptisch en poëtisch, soms ronduit seksistisch en provocerend. Voor de verongelukte Hells Angel Ed schreef hij Going to the Run.

### Producer
Halverwege de jaren negentig produceerde hij het debuutalbum van Anouk, Together Alone. In de 21e eeuw was hij betrokken bij de oprichting van de meidenband Bad Candy.

## Nevenactiviteiten
Als ex-student van de kunstacademie tekent hij ook voor de hoesontwerpen en andere lay-outs. De markante hoes van het Golden Earring-album Moontan won een prijs in het Verenigd Koninkrijk.

### Film
In 1990 leende Hay zijn stem voor de animatiefilm Ook honden gaan naar de hemel. Later deed hij dat nog eens voor de Nederlandse versie van Fern Gully en voor Hanekam de Rocker (samen met zijn bandgenoot George Kooymans). In 1999 speelde hij een rolletje – als zichzelf – in An Amsterdam Tale. Bij de kinderzender Nickelodeon sprak hij de stem in van rockster "Rock Zilla" in de tekenfilmserie My Dad the Rock Star.

## Privéleven
Hay trouwde op 22 februari 1992 met Sandra Bastiaan. Het paar heeft twee dochters, geboren in 1990 (Bella Hay) en 1999. In 2001 verhuisde Hay van Den Haag naar Amsterdam, maar sinds 2007 woont hij voornamelijk op Curaçao.

## Wetenswaardigheden
- Veel van de tatoeages die Hay heeft laten zetten, zijn geplaatst door Henk Schiffmacher, een vriend van Hay.
- In 2015 was Hay gastartiest tijdens de concerten van De Toppers in de Amsterdam ArenA.
- In 2016 verscheen een biografie over Hay, HAY, biografie van de grootste rockster van Nederland, geschreven door Sander Donkers.

## Discografie
- Zie ook Discografie van Golden Earring.

### Albums
| Album met eventuele hitnotering(en) in de Nederlandse Album Top 100 | Datum van verschijnen | Datum van binnenkomst | Hoogste positie | Aantal weken | Opmerkingen            |
| ------------------------------------------------------------------- | --------------------- | --------------------- | --------------- | ------------ | ---------------------- |
| Only Parrots, Frogs & Angels                                        | 1972                  | –                     |                 |              | Polydor                |
| Victory of Bad Taste                                                | 1987                  | 14-11-1987            | 69              | 1            | Ring Records           |
| The Big Band Theory                                                 | 05-09-2008            | 13-09-2008            | 2               | 12           | met Metropole Big Band |
| Barry Hay's Flying V Formation                                      | 13-05-2016            | 21-05-2016            | 7               | 2            | met Flying V Formation |
| For You Baby                                                        | 15-11-2019            | 23-11-2019            | 5               | 5            | met JB Meijers         |
| Fiesta de la Vida                                                   | 22-04-2022            | 30-04-2022            | 57              | 1            | met JB Meijers         |

### Singles
| Single met eventuele hitnotering(en) in de Nederlandse Top 40 | Datum van verschijnen | Datum van binnenkomst | Hoogste positie | Aantal weken | Opmerkingen                      |
| ------------------------------------------------------------- | --------------------- | --------------------- | --------------- | ------------ | -------------------------------- |
| Did You Really Mean It                                        | 1972                  | -                     | -               | -            |                                  |
| Draggin' The Line                                             | 1987                  | -                     | -               | -            | Nr. 92 in de Nationale Hitparade |
| Jezebel                                                       | 1987                  | -                     | -               | -            |                                  |
| Monsters te koop                                              | 1995                  | -                     | -               | -            | met VOF de Kunst                 |
| Walls Come Tumbling Down                                      | 2009                  | -                     | -               | -            | met Metropole Big Band           |
| Be My Baby                                                    | 2017                  | -                     | -               | -            | met Flying V Formation           |
| Radar Love                                                    | 2024                  | 03-08-2024            | tip 25          | -            | remix door Billy The Kit         |

### Dvd
| Dvd's met hitnoteringen in de DVD Top 30 | Datum van verschijnen' | Datum van binnenkomst | Hoogste positie | Aantal weken | Opmerkingen            |
| ---------------------------------------- | ---------------------- | --------------------- | --------------- | ------------ | ---------------------- |
| Big Band theory - Live in Paradiso       | 2009                   | 24-01-2009            | 3               | 10           | met Metropole Big Band |

Discografie
- Biblioteca Nacional de España: XX965944
- Gemeinsame Normdatei: 13471430X
- International Standard Name Identifier: 0000 0000 7140 824X
- Library of Congress Control Number: n94104682
- MusicBrainz: c2ec984e-441f-4313-9d9a-19299c82bbc4
- Nederlandse Thesaurus van Auteursnamen: 070493561
- Virtual International Authority File: 38611695
- WorldCat: E39PBJycTkgVrqfKrwdHyHmjmd